# 高玉樹
高玉樹（1913年9月3日—2005年6月15日），臺灣政治人物，臺灣臺北市興雅庄車層（今屬大安區延吉街）人，日本早稻田大學機械學士，在臺灣戒嚴時期曾以黨外身份兩度當選民選臺北市市長，任期總計六年餘，而於臺北市改制為院轄市，又出任第一任官派臺北市（院轄市）市長，任期近五年，對臺北市市政貢獻極多。臺北市長卸任後歷任交通部部長、政務委員、總統府資政。

## 早年生平
高玉樹於1913年（大正二年）生於臺北市興雅車層地區。父系祖先來自大清福建省泉州府安溪縣，迁台第一世祖先高植甫在中國為高姓第二十九世，於清朝雍正末、乾隆初在台北淡水登岸，落户北投。曾祖父高挺定從事賣米生意，家境不錯，祖父高烏頭繼承父業，推動機械化取代手工，使高玉樹對機械產生興趣。
父親高清河與母親李市同年生，在十七歲時結婚。1920年（大正九年）高玉樹進松山公學校就讀。1924年（大正十三年），因祖父運用水車推動舂米的舊方法無法與新發明的電器碾米法競爭，家道中落，母親帶著家人搬到蓬萊町租房子，轉入太平公學校讀四年級。1926年（大正十五年）畢業考入台北工業學校電氣工學科。1931年（昭和六年）台北工業學校畢業，參加總督府遞信部考試失敗，由於錄取者皆為日本人，高深感被歧視。
1933年（昭和八年），高玉樹赴日本留學，在東京打工維生，靠繪畫技術當製造工業公司技術顧問。1938年（昭和十三年）考入早稻田大學專門部，1941年（昭和十六年）畢業進大學部，因為與事務員衝突而被開除。在東京期間認識出身醫生家庭的黃翠雲，1941年5月結婚。第二次世界大戰期間仍擔任技術顧問，曾使用「河野道男」名字發表論文。

## 二次大戰後
日本投降後，高玉樹擔任「東京台灣同鄉會」副會長，後來組織「日本華僑總會」，當上會長。後來因替在「澀谷事件」中的在日臺灣人爭取權益曾被國民政府以「戰俘疑犯」罪名從東京押到在上海看守所92天，成為「我日夜企盼、回到『祖國』懷抱的見面禮」。:43但也因此避過二二八事件。
從日本返臺後，高玉樹曾出任臺北市商會總幹事。

## 省轄臺北市長

### 參選臺北市市長
1951年，臺灣省主席吳國楨為了向美國表示民主作風舉辦縣市長選舉。據高玉樹回憶，當時參選臺北市長並非其本意，而是陳重光因看不起國民黨內的主動參選者，而主動將高玉樹資料拿去登記參選臺北市第一屆省轄市民選市長選舉，:19然而遇上了吳國楨苦勸下出馬角逐的無黨籍吳三連，吳國楨眼見先選出的花蓮縣長、臺中市長、臺南市長分別由黨外的楊仲鯨、楊基先及葉廷珪當選而頗為焦慮，表示全力支持吳三連。創下執政黨支持黨外候選人的唯一先例。:19原先高氏認為吳三連不會選，遂受陳重光影響角逐。高玉樹認為吳三連是臺灣人所尊敬的人格者頗有人望，因此高玉樹採消極態度，選而不競。:20-21最終得到28,075票，以第二名落選，由吳三連當選。吳三連獲得92,061票，2月1日就職。
市長落選後一個月，高玉樹獲得錄取赴美參加美國經濟合作總署訓練，同時獲得錄取者有李登輝、許子秋、楊基銓等人。:21高玉樹前往麻省理工學院進修工程，研究冶金技術，參加工業經營講習。高玉樹自言在美期間經歷1952年美國總統選舉，每天花不少時間分析美國各黨派報刊言論，認為候選人必須瞭解民情。:211953年高氏返臺後，受懷德公司（J.G White）推薦，擔任聯勤第四十四兵工廠技術顧問。:21
1954年高玉樹競選第二屆民選臺北市長選舉，以無黨籍身分對上國民黨全力支持的軍人王民寧。由於高玉樹與美國駐臺記者頗有往來，:50美國報紙也報導高玉樹競選的消息。國民黨政府調查局第一處第四科也得知高氏與臺北美國大使館有秘密接觸的消息，引發國民黨對高玉樹的關注。:50-51
而王民寧的背景一開始就有不利因素，例如王民寧二二八事件時出任警務總長，被不少市民視為如柯遠芬、彭孟緝般的人物，而王民寧也因離開台灣過久，與基層脫離，只能依賴國民黨動員競選。:51此外杜聰明回憶稱：王民寧在臺灣省警備總司令部副官處處長時期，有次他的眼睛患結膜炎，到臺大附屬醫院眼科求診，不按排隊而要求先看，林姓醫師不同意。但他硬要插隊，林醫師見其穿軍裝，以為他是外省人，不會日文，遂當著日本人教授面前用日語罵他，當王民寧向院長杜聰明訴說林姓醫師無禮時，林醫師再罵：「我的『珍寶』（チンポ，日文，陰莖）比你還大啦。」。
面對王民寧官僚姿態，高玉樹則認為應採草根（grass root）路線，以民眾訴求為本，掌握民意陳述己見的方式競選。:21而由於王民寧的選情出現危急，引起當時總統府機要室資料組的蔣經國特別約見各情治首長商討挽救危局的辦法。:53當時調查局局長季源溥特地指示專案小組負責人郭乾輝（台調處處長）召集臺北實驗區主任經家鵬，和駐站專案處理小組內外勤人員作會報。:53而臺北市的員警則多出任務，勸告商戶住民少為高玉樹放鞭炮，以及遇到王民寧競選經過時，也要放鞭炮助聲勢。:54國民黨特務並針對高玉樹放出謠言，說「高玉樹是美國中情局間諜」，意圖藉由「忠黨愛國」的選民對高玉樹產生厭惡。:54-55不料此舉反而對王民寧幫倒忙，由於臺灣在受過國民黨統治後，臺灣人出現希望美國能壓迫國民黨政府從事政治改革。如今聽說高玉樹是中情局情報員，反而對高玉樹存有希望與幻想，出現希望他能在美國「支持」下當選的心態。:55加上王民寧助選團臨時調遣人馬去臺北縣，替競選省議員的王夫人宋瓊英助陣，以致力量分散，被高陣營直搗本營。:88最終高玉樹擊敗王民寧，當選市長。
曾任駐美大使的顧維鈞曾回憶「委員長和黨的領袖非常吃驚和失望」。5月2日開票當晚廣播電臺甚至未明確宣布當選人，僅謂「高某得多票數，仍在統計中」。直到美國國務院發電報祝賀高玉樹當選下，最後蔣介石裁定選舉有效，才確定高玉樹的當選。日後高玉樹曾回憶，本屆選舉由於國民黨並未將他放看在眼裡，所以並未準備做票手段，使高玉樹意外當選。:21然而此次選舉也使國民黨中央黨部張其昀及省市黨部主委引咎辭職。:74
據康寧祥的回憶，當時向美國國務院要求發電祝賀高玉樹當選為美軍顧問團團長蔡斯（William C. Chase）將軍。1970年康寧祥訪美時，在休士頓參加與臺北締結姐妹市周年紀念酒會時與蔡斯將軍聊天。蔡斯向康寧祥表示開票當晚，他一直在美國大使館注意開票情況，當時離大使館不遠的高玉樹競選總部已聚集幾千名支持者，然而票開到十點多票就不開了，根據他們掌握的開票情況，高玉樹應該能夠當選，但顯然有人不願意看見他當選，於是他派人到北門對面的郵政總局打電報向國務院報告，要求國務院發賀電，最後確立高氏的當選。:89日後康寧祥為此曾向高玉樹求證，獲得高玉樹證實，認為開票當晚因為有蔡斯的電報，才使蔣介石裁示「選舉有效」，得以當選。:89

### 臺北市長任內

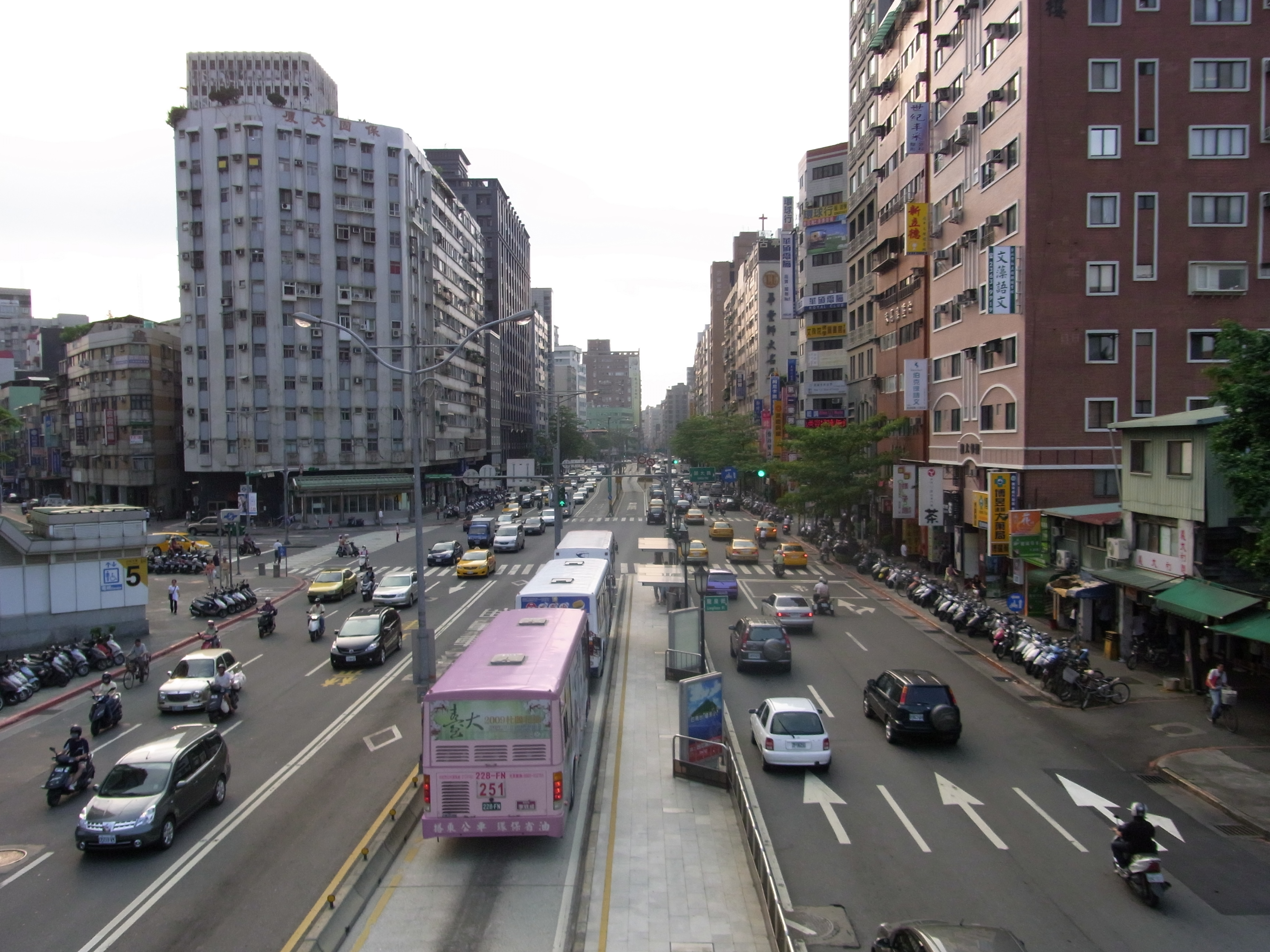
今日的羅斯福路

1954年6月2日上午，高玉樹正式就職臺北市第二屆民選市長。面對當時3萬多戶違建，高任內完成羅斯福路拓寬、開闢南京東路，並拓寬松江路和重慶北路，並在中山北路上興建中山北路天橋（復興橋），以及中山北路四、五段的拓寬、拆除劍潭公園附近的違建。:26-27也成為臺灣地方自治史上最早公布財產的市長。
1957年，高玉樹競選連任第三屆臺北市長選舉，對上國民黨全力支持的臺北市議長黃啟瑞。黃啓瑞在選舉期間受到師大安排在朝會上對全體師生講話，高玉樹卻從未有同樣的機會。:41投票日在開票過程中更出現多次停電引人起疑情況，:102最後黃以17多萬領先高的11多萬票。結束後高的競選辦事處貼出「君子不計成敗，公道自在人心」、「寧可光榮的失敗，不求不光榮的勝利」標語。高玉樹的重要幕僚楊鴻游向美國大使館官員指控，國民黨政府透過警察施壓選民投票、黨工控制開票、或把高玉樹的得票變成廢票、作票給黃啟瑞等各種選舉舞弊手段，拿到了約有5至6萬的非法選票，致使當晚開票約有五千人聚集，向政府抗議，示威遊行。
選後高玉樹擔任臺中駐臺美軍顧問。1960年臺北市長選舉，高玉樹一度動態曖昧，先是在3月12日起赴歐美考察一個月，卻在出國時託人辦妥登記參選。然而在4月9日下午在松山機場回國的記者會上卻當眾宣布撤銷登記， 引起外界震撼。外界有謂高玉樹最後決定不選，部份原因是受到婚外情的紛擾影響。而據高氏自言，在選舉之前高氏曾見國民黨中央黨部組工會主任郭外川，詢問候選人是否可以派監票員到投票所監票。遭到拒絕後，高玉樹感到本次選舉無法防止國民黨作弊，最後決定不參選。然而，高玉樹突然宣布放棄競選，也使部分黨外人士對他不諒解。如黃信介在日後對高玉樹的支持就轉向消極，他認為高玉樹於1957年連任失敗後，本來頗獲民眾同情。然而在市長選舉前夕，高氏兼程返國，卻突然宣布放棄競選，使支持他的民眾失望。也使黃信介對高玉樹印象改觀。日後在1964年市長選舉時，黃信介即使公開表示會投給高玉樹，但不會進一步協助。:62-63
1960年高玉樹與李萬居、雷震籌組中國民主黨，於雷震案發生前後被控侵佔罪。

### 再任臺北市長
1964年高玉樹以無黨籍身份參選臺北市長選舉，遇上國民黨的周百鍊、黨外的陳逸松等強敵，此次選舉被視為臺灣地方自治以來選情最激烈的一次臺北市長選舉，甚至被臺北媒體稱為「世界大戰」。由於在1960年3月大韓民國總統選舉中爆發韓國總統李承晚為了連任的作票事件，導致學生運動抗議引發群眾推翻李承晚政權。因此在本屆選舉中，國民黨受到美國警告，加上民眾對黨外支持正值熾烈，人民都盡全力防止國民黨做出不公正的事。使國民黨做出讓步，允許黨外候選人自派監票員。:24也給了高玉樹捲土重來的機會。高玉樹自言自己會願意再度參選，是因為選務當局允許候選人自派監票員之故。:24
在選舉中，現任市長黃啟瑞任內出現停職事件，引起黨內內鬨。然而高玉樹陣營也面對國民黨強大機關對黨提名候選人周百鍊的深入輔選，曾任周百鍊代市長主任秘書的賴春貴也對高玉樹「五虎將」中的黃信介等人進行收買，免費招待到南台灣觀光旅行，直到選舉後才返回台北。:42-43使黃信介、李福春、張詩經以旅遊為託詞，避開輔選，而其他輔選大將宋康霖、謝世輝也傳出倒戈到周百鍊陣營的傳聞。:95-96而黨外勢力亦出現分裂情形，出現律師陳逸松及李鉎源（市議員李連麗卿之夫）的出馬角逐，被視為受到高層授意瓜分黨外選票，李鉎源甚至能在二二八事件仍是禁忌的當年二月舉辦聲勢浩大的「二二八追悼會」，:91請兩位道士奉「二二八死難同胞之靈位」於打鐵街（今承德路）遠東戲院旁弔祭，並在太平町沿街大呼殉難者王添燈顯靈，引起注目。此外黨外著名的要員郭國基則試圖替李鉎源助選，被視為欲報前年省議員選舉高玉樹幫助其弟楊玉城當選之仇。:96
對此高玉樹陣營一方面設法勸說謝世輝、宋康霖重返旗下助選。並派親信林水泉以遊覽名義南下高雄拜訪郭國基，分析李鉎源特務背景，勸說郭氏改助選屏東的黃振三。:398此外將郭氏揚言「報復」的言詞秘密錄音，等到郭國基要來臺北協助李鉎源時嚇阻他。:96高玉樹並敦促黨外友人李建生登記參選，聯合李、高兩氏的監票員監票。本屆選舉臺北預定設立550個投票所。然而候選人卻僅准推薦二百多名監票員，面對國民黨以往的作票紀錄，卻苦於無法推薦550名監票員。因此高氏請李建生登記參選，得以另行推薦二百多名監票員供高玉樹之用，增加國民黨作票難度。:92-93高玉樹並獲得中興大學法商學院的張明彰相助，招募了一千名中興、臺大、淡江學生，除550名正式監票員外，其餘五百多人分布在每一投票所監視。:93而高玉樹也發放每人四節電池的手電筒，以防中途「停電」。:95
當時國民黨動用輿論、由學校到民間團體裡，全力為周百鍊輔選，大力攻擊高玉樹的緋聞，並抹黑高玉樹當市長時財產來源不明。國民黨黨報《中央日報》更大力刊載高玉樹的緋聞、刊載高玉樹上酒家、養酒家女的新聞。然而這些宣傳手法，並未發生預期作用。論上酒家、養酒家女，在當時臺籍民眾心中，原不像道學先生看得那麼罪大惡極。市民甚至認為那是有錢及作官的人「免不了」的生活項目。如今為了選舉而「挖人臭空」（臭洞），反而太過小器。對於要投給高玉樹的人，未影響投票意願。:90在4月26日投票當天開票時，更發生「計票突然無故停頓．．．．後來才又恢復廣播」的疑似作票事件。:137「停電」事件也在高陣營事先預備手電筒下得以監控票箱，最後高玉樹以19萬1838票擊敗周百鍊的17萬6117票當選。
由於高玉樹的黨外身分，被認為是臺灣重要的黨外政治人物，但亦遭到國民黨政府的猜忌。曾任臺灣大學政治系教授、發表《台灣自救運動宣言》的彭明敏教授在回憶錄《自由的滋味》道：「我聽說安全單位已經決定，臺灣如果發生動亂，有三個人要立刻毀滅，一個是臺北市長高玉樹，一個是省議員郭雨新，第三個便是我。」
高玉樹的弟弟楊玉城（過繼楊姓），曾任臺北市議會議員、臺灣省議會議員。1966年被指控涉及臺北市政府工程處砂石假報銷案，然而楊玉城的回憶錄提及在法庭上看過「國民黨黨部」寫給檢察官公文，要求嚴辦，最後楊玉城入獄，1970年以人道理由減刑。高玉樹事後評論此事「國民黨在復興基地都如此作為，大陸怎會不淪陷呢？」:160

## 院轄臺北市長

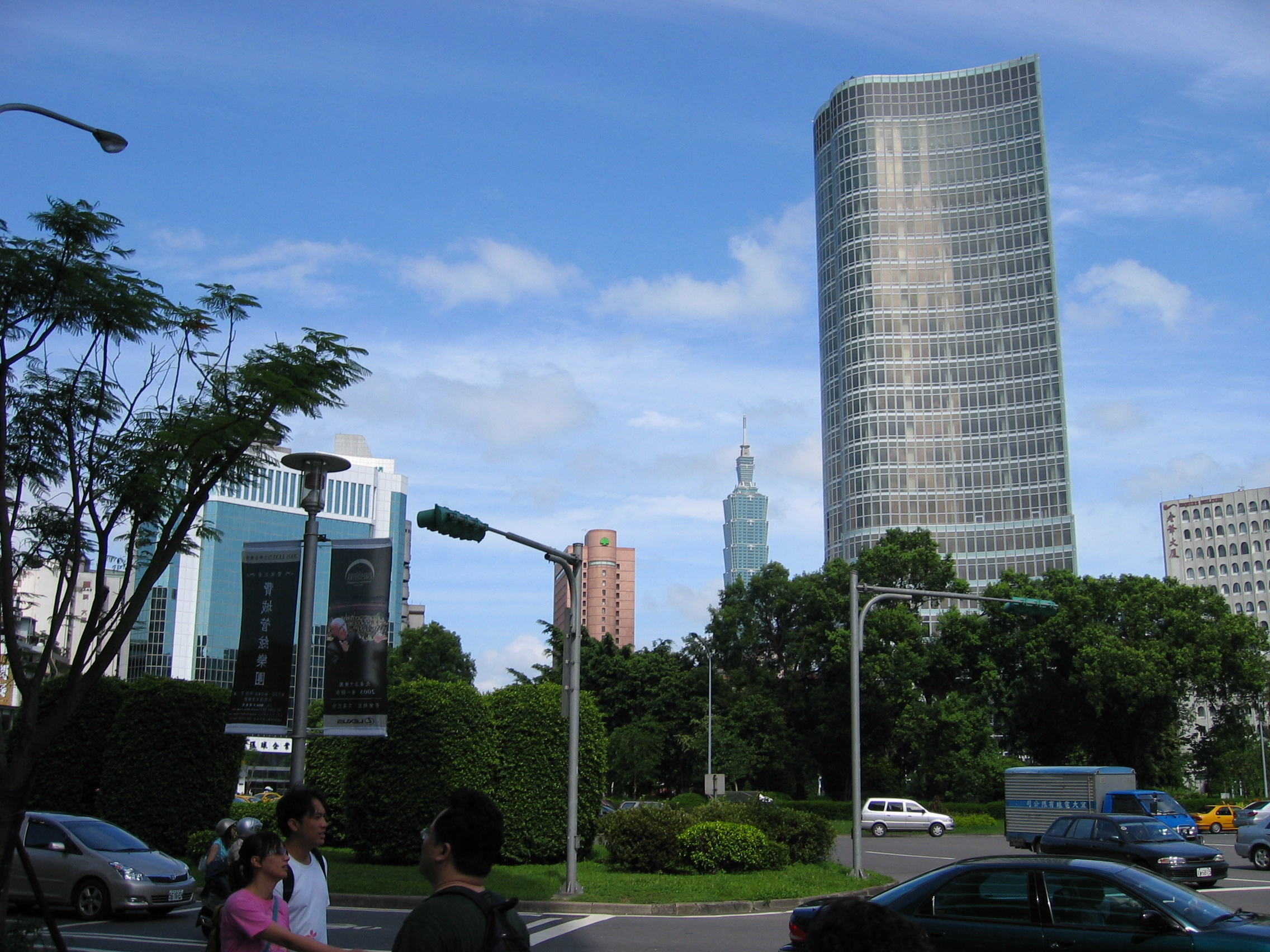
仁愛路與敦化南路之圓環

由於臺北市屢屢被黨外陣營攻下，引起國民黨中央的討論，時任閣揆的陳誠遂提議說，何必為了一個臺北市長，讓國民黨每次選舉都得動員黨工幹部，發揮一切力量投入選戰，但臺北市長的寶座還是被黨外攻下。:25因此在1967年，臺北市升格為院轄市，取消市長民選，改由行政院來官派。臺北市位階雖然提升，然而民權反而降低。:25高玉樹被任命出任第一任臺北市（院轄市）市長（官派）。當高玉樹出任首任市長的人事令出來時，高玉樹曾經誠惶誠恐向總統府祕書長張群請示是否需要加入國民黨，張群回應卻是：「你還不用啦！」。康寧祥曾向高玉樹求證，獲他親口證實。:101
在市政上，高玉樹透過師大美術系教授廖繼春推薦，聘請顏水龍為臺北市政府顧問。在顏水龍設計下完成規劃仁愛路圓環及敦化南路的林蔭道。
然而為了使蔣介石對其容忍，高玉樹在巴結蔣介石上也下了功夫。高玉樹曾對康寧祥說，蔣宋美齡喜歡美食，他經常專程派人從國外採購鮑魚，磨成粉後整包定期送到官邸，連她的專屬教堂也為其張羅。:100而當時魚市場品質好、價錢高的水產也被要求送到張群、嚴家淦、鄭彥棻的官邸，本來魚市場該用來招待貨主的公關費因此常常入不敷出，目的也是做蔣介石的公關。:100
1968年5月29日，高玉樹為自殺身亡的長子少尉高成器（臺大土木系肄業，轉淡大化學系，服預官役，預備至早稻田大學研究所留學），與古亭國中英文科教師吳純純完成「冥婚」（臺大肄業，轉學政大政治系，預備至美國密蘇里大學留學），是臺灣有名的「冥婚」案例，兩人感情堅定，相戀十年也未遭家長反對，為何死亡，現今仍撲朔迷離。盛傳是蔣經國長子蔣孝文介入高成器與吳純純的戀曲，互毆，蔣孝文的保鏢在情急之下，掏槍打死高成器，竟連吳純純也一併槍殺，殺人滅口，製造兩人殉情假象。
1972年，隨著嚴家淦當選副總統，蔣經國扶正組閣的傳聞早已傳開。高玉樹對於出路未被告知感到如坐針氈，因此拜託與張群熟識的舒子寬向張群打聽，然而張群那邊回話「現在已經沒辦法見到蔣介石了。」至於為何總統府祕書長見不到蔣介石，舒子寬沒有說明。:101當他與康寧祥提到前途時，康寧祥建議他放出競選立委的風聲。由於此時曾和高氏參與組黨的齊世英還在立院，立院裡也還有CC派成員。當康寧祥回到市議會向調查局出身的議員陳良光說後，果然引起國民黨市黨部緊張，沒多久就發表高氏接掌交通部長了。:101國民黨當局遂順理成章任命國民黨籍張豐緒接任市長，自此臺北市由國民黨長期執政，直至1994年開放民選，由民進黨籍陳水扁當選一任；2014年，才再由無黨籍柯文哲擊敗國民黨籍連勝文，相隔半世紀再次出現無黨籍臺北市長。

## 交通部長
1972年蔣經國組閣，高玉樹以「協助十大建設」為由在蔣經國內閣中出任交通部部長。但實際上是明升暗降，從此高玉樹失去民意基礎。國民黨政府便順理成章派遣國民黨籍張豐緒接任台北市長。而高曾回憶則認為蔣經國「對我這個黨外的部長是有戒心的，不像他父親那麼看得起我」，蔣經國安排費驊當行政院秘書長，「他信任費驊遠在我之上」。:183當台鐵萬華到華山的路段由於平交道過多要進行改善時，高玉樹主張採鐵路高架化，並寫信給蔣經國院長，最後卻仍改採地下化。事後由費驊的兒子費宗澄美國公司的招牌接下工程設計賺錢。:184
據時任蔣經國英文秘書的葉昌桐（後出任海軍總司令）回憶，當時高玉樹每次前來求見蔣經國，往往敗興而歸，忍不住埋怨：「全世界從來沒有閣員求見閣揆，而閣揆不予接見的事」。:652
高玉樹任內曾規劃將高速公路延伸到屏東，但卻因一個軍營地區所阻未能成行。後來臺灣鐵路局縱貫鐵路海線發生事故，蔣經國就藉故撤換高玉樹。1976年轉任政務委員。

## 卸任後
高玉樹在當時政治高度管制的戒嚴時期，以非國民黨籍本省人身分官拜至內閣閣員。李登輝、陳水扁等兩位總統執政時，皆聘其為總統府資政。
1989年7月29日，高玉樹意外出席民進黨黨員大會，公開為雷震案翻案。高玉樹指出雷震為了組黨，被以匪諜罪判十年徒刑，是件冤枉的事。並說雷震組黨被關，其他罪名都是假的。
高玉樹曾與其好友林穆嚴律師登記參選1996年中華民國總統選舉，但因為連署人數不足而放棄。
2005年，高玉樹逝世。時任總統陳水扁曾發褒揚令，原文如下：

　總統府資政高玉樹，賦性堅毅，器宇宏達。早歲負笈東瀛，卒業日本早稻田大學機械工程系，學成遄歸，秉民主救國之念，懷服務閭里之情，參選從政，悉力以赴。為落實政黨政治，籌組中國民主黨，雖遭橫逆，弗改其志，兩度當選第二、第五屆臺北市市長，銳意興革，幹濟有聲。民國五十六年臺北市升格院轄市，奉派首任市長，擘劃首都發展宏規，奠立地方建設丕基，肅政多勞，益宏靖獻，獲頒二等景星勳章殊榮，盛譽揚輝，益孚輿望。嗣出任交通部部長、行政院政務委員，推動十項建設，便利交通運輸，藎籌碩畫，利用厚生。公餘論著豐富，讜言弼政，殊多建白。晚歲膺聘總統府資政，入贊樞機，聲猷益懋。綜其生平，謀國公忠，朝野推重，宣力民主，譽滿三臺。茲聞溘逝，軫悼良深，應予明令褒揚，以示政府崇念耆賢之至意。

總　　　統　陳水扁　　　　

行政院院長　謝長廷　　　　

## 參選紀錄
| 年度 | 選舉屆數             | 選舉區           | 所屬政黨 | 得票數  | 得票率 | 當選標記 | 備註 |
| ---- | -------------------- | ---------------- | -------- | ------- | ------ | -------- | ---- |
| 1951 | 第一屆臺北市市長選舉 | 臺北市（省轄市） | 無黨籍   | 28,075  | 20.01% |          |      |
| 1954 | 第二屆臺北市市長選舉 | 臺北市（省轄市） | 無黨籍   | 110,415 | 53.08% |          |      |
| 1957 | 第三屆臺北市市長選舉 | 臺北市（省轄市） | 無黨籍   | 121,508 | 40.60% |          |      |
| 1967 | 第五屆臺北市市長選舉 | 臺北市（省轄市） | 無黨籍   | 191,838 | 51.49% |          |      |

## 其他
- 民進黨元老、前黨主席黃信介年輕時曾為高玉樹助理，與李錫卿、陳益勝、宋康霖、周植融被視為高玉樹新一代「五虎將」之一。
- 高玉樹曾對陳益勝等黨外人士說過：「你們不要太天真，不要以為國民黨討厭我們，美國人就會支持我們，美國人是要一個人（蔣介石）好好統治台灣，這個人每天打死一百人，美國人都不管你，連叫都不會叫一句。」這段話陳益勝說他特別記到日記上。[9]:91
- 康寧祥認為高玉樹是臺北市歷任市長留下建設最多的一位。其出身地堀江町附近的萬華區辦公大樓（現雙園區圖書館分館），以及四線道莒光路的開闢都是高玉樹任內建設起來的。當時任市議員的康寧祥爭取開闢莒光路時，精明的高玉樹曾提醒他：「康仔，路我是可以開，不過你要想清楚，你們那邊住的是窮苦人家，或者外地人，路沒開，那些選票永遠是你的，路一開，就必須拆遷，原有的住家必須搬到別的地方，新搬進來的不見得會投你票」。對此康寧祥笑笑跟他說「沒想那麼多啦！你開就是了」[9]:102-103
- 1972年高玉樹轉任交通部長後，康寧祥曾私下問他政府有沒有在「電話監聽」，高玉樹表示：「怎麼沒有？」高玉樹說，電信總局有一個特殊的地方，專門監聽警總等特務單位交代的電話號碼，當時沒有無線電話，都是有線的，訊號必須在電信局的交換機上傳遞。監聽分A、B、C三級，C級是二十四小時掛在錄音帶上，等到需要時才調出通聯紀錄，以供查核，一般政府官員、民意代表屬於這類；B級是電話掛在錄音機上，二十四小時整理一次紀錄，這是針對「三合一敵人」（赤色分子、黨外分子、臺獨分子）等人士及列管的政府官員與外國人士；A級則是像時常針砭國民黨威權統治的重量級異議分子－如郭雨新這類二十四小時跟監的重點人士，只要他家電話一響，都會自動先接到電信局監聽單位，從哪裡打都一清二楚，日後康寧祥的住家及研究室都受到「A級待遇」。[9]:96

## 傳記及研究書目
- 高玉樹口述，吳君瑩紀錄，林忠勝撰述，2007，《高玉樹回憶錄》，台北：前衛出版社。ISBN 9789578015395
- 康寧祥. . 允晨文化. 2013-01-01  [2022-11-12]. ISBN 9789865794088. （原始内容存档于2023-05-09） （中文）.

## 外部連結
- 地圖會說話 - 台北的世界大戰
- 陳凱劭的BLOG » 高玉樹(1913-2005)與顏水龍 （页面存档备份，存于）

| 中華民國政府職務     | 中華民國政府職務                                                | 中華民國政府職務            |
| -------------------- | --------------------------------------------------------------- | --------------------------- |
| 台北市政府（省轄市） |                                                                 |                             |
| 前任： 吳三連        | 台北市市長（首次） 省轄市民選第二屆 1954年6月1日－1957年5月31日 | 繼任： 黃啟瑞               |
| 前任： 黃啟瑞        | 台北市市長（再次） 省轄市民選第五屆 1964年6月1日－1967年6月30日 | 末任 （台北市升格為直轄市） |
| 台北市政府（直轄市） |                                                                 |                             |
| 首任                 | 台北市市長 直轄市官派第一任 1967年7月1日－1972年6月10日         | 繼任： 張豐緒               |
| 行政院               |                                                                 |                             |
| 前任： 張繼正        | 交通部部長 第九任 1972年6月1日－1976年6月11日                   | 繼任： 林金生               |